# Gold Diggers of 1935
Gold Diggers of 1935 är en amerikansk musikalfilm från 1935 i regi och koreografi av Busby Berkeley. I huvudrollerna ses Dick Powell, Adolphe Menjou, Gloria Stuart och Alice Brady. Filmen är mest känd för det berömda musiknumret "Lullaby of Broadway", där Winifred Shaw sjunger sången som förärade Harry Warren och Al Dubin med en Oscar för bästa sång vid Oscarsgalan 1936.
Detta är den fjärde filmen i Warner Bros. serie av "Gold Digger"-filmer, de första var Guldspindlar (1923), Gold Diggers of Broadway (1929) och nyinspelningen av de tidigare filmerna Gold Diggers 1934 (den första där Busby Berkeleys extravaganta synkroniserade koreografinummer finns med). Både originalet och filmen från 1933 spelade in mycket pengar till Warner Bros. och Gold Diggers of 1935 var ett försök att upprepa framgångarna. Den följdes av Gold Diggers 1937 och Gold Diggers i Paris (1938).

## Rollista i urval
- Dick Powell - Dick Curtis
- Adolphe Menjou - Nicolai Nicoleff
- Gloria Stuart - Ann Prentiss
- Alice Brady - Matilda Prentiss
- Hugh Herbert - T. Mosely Thorpe III
- Glenda Farrell - Betty Hawes
- Frank McHugh - Humbolt Prentiss
- Joseph Cawthorn - August Schultz
- Grant Mitchell - Louis Lampson
- Dorothy Dare - Arline Davis
- Wini Shaw - Winny